# Tamara Radočaj
Tamara Radočaj (in serbo Тамара Радочај?; Vršac, 23 dicembre 1987) è un'ex cestista serba.
Alta 168 cm, giocava come guardia.

## Carriera
Con la Serbia ha disputato i Giochi olimpici di Rio de Janeiro 2016, i Campionati mondiali del 2014 e cinque edizioni dei Campionati europei (2007, 2009, 2013, 2015, 2017).